# Абдулела Аль-Амрі
Абдулела Аль-Амрі (араб. عبدالإله العمري, нар. 15 січня 1997, Ет-Таїф) — саудівський футболіст, захисник клубу «Аль-Наср» (Ер-Ріяд).
Виступав, зокрема, за клуби «Ан-Наср» (Ер-Ріяд) та «Аль-Вахда» (Мекка), а також національну збірну Саудівської Аравії.

## Клубна кар'єра
Народився 15 січня 1997 року в місті Ет-Таїф. Вихованець футбольної школи клубу «Ан-Наср» (Ер-Ріяд). Дорослу футбольну кар'єру розпочав 2017 року в основній команді того ж клубу, в якій провів один сезон, взявши участь в одному матчі чемпіонату.
Своєю грою за цю команду привернув увагу представників тренерського штабу клубу «Аль-Вахда» (Мекка), до складу якого приєднався 2018 року. Відіграв за саудівську команду наступний сезон своєї ігрової кар'єри.
До складу клубу «Ан-Наср» (Ер-Ріяд) приєднався 2019 року. Станом на 19 листопада 2022 року відіграв за саудівську команду 59 матчів в національному чемпіонаті.

## Виступи за збірні
У 2016 році дебютував у складі юнацької збірної Саудівської Аравії (U-19), загалом на юнацькому рівні взяв участь у 6 іграх, відзначившись одним забитим голом.
Протягом 2017–2020 років залучався до складу молодіжної збірної Саудівської Аравії. На молодіжному рівні зіграв у 15 офіційних матчах, забив 2 голи.
У 2021 році захищав кольори олімпійської збірної Саудівської Аравії. У складі цієї команди провів 3 матчі, забив 1 гол. У складі збірної — учасник футбольного турніру на Олімпійських іграх 2020 року у Токіо.
У 2021 році дебютував в офіційних матчах у складі національної збірної Саудівської Аравії.
У складі збірної був учасником кубка Азії з футболу 2019 року в ОАЕ, чемпіонату світу 2022 року у Катарі.

## Титули і досягнення
- Володар Суперкубка Саудівської Аравії (2):

«Ан-Наср»: 2019, 2020
- Переможець Кубка арабських чемпіонів (1):

«Ан-Наср»: 2023
- Чемпіон Саудівської Аравії (1):

«Аль-Іттіхад»: 2024-25
- Володар Королівського кубка Саудівської Аравії (1):

«Аль-Іттіхад»: 2024-25